# ハーバート・ブラウ
ハーバート・ブラウ（Herbert Blau、1926年5月3日 - 2013年5月3日）は、アメリカの演出家であり、パフォーマンス理論家であった。彼はワシントン大学でバイロン・W・およびアリス・L・ロックウッド人文学教授に任命された。彼はアメリカにおけるサミュエル・ベケット作品の主要な解釈者であり、演出家としてヨーロッパのアヴァンギャルド作品をアメリカの観客に紹介するのに重要な役割を果たした。

## 初期の人生とキャリア
ブラウは、ニューヨーク大学で化学工学の学士号（1947年）を取得した。後に、スタンフォード大学で演劇の修士号（1949年）および英米文学の博士号（1954年）を取得した。
ジュールス・アーヴィングと共にサンフランシスコでThe Actor's Workshop（1952–1965）を共同設立し、ニューヨーク市のリンカーンセンター・レパートリー・シアターの共同ディレクター（1965–67）を務めたブラウは、アメリカの観客にアヴァンギャルド演劇を紹介し、サミュエル・ベケット、ジャン・ジュネ、ハロルド・ピンターの作品を初めて国内で上演した。これには、1957年にカリフォルニア州サン・クエンティン州立刑務所で上演されたベケットの『ゴドーを待ちながら』の公演も含まれている。この公演は、第二次赤狩りの間に、米国国務省の法外な操作により、政治的理由で劇団のメンバーに旅行許可が与えられなかった際、1958年のブリュッセル万国博覧会でアメリカの演劇を代表するものとなった。
1968年、ブラウは「作家と編集者の戦争税抗議」誓約書に署名し、ベトナム戦争に抗議して納税を拒否することを誓った。
1968年、ブラウはカリフォルニア芸術大学（CalArts）の演劇・舞踊学部の初代プロヴォストおよび学部長に任命され、その教育モデルの設計において主導的な役割を果たした。ブラウは、学長ロバート・W・コリガンと共に、アラン・カプロー、ジョン・バルデッサリ、ナム・ジュン・パイク、作曲家メル・パウエルおよびモートン・スボトニック、音楽家ラヴィ・シャンカル、民族音楽学者ニコラス・イングランド、デザイナーのピーター・ド・ブレッテルヴィルおよびシーラ・レブラン・ド・ブレッテルヴィル、振付師ベラ・ルイツキー、監督アレクサンダー・マッケンドリック、映画学者ジーン・ヤングブラッド、映画製作者パット・オニール、およびアニメーションアーティストのジュールズ・エンゲルなどを教員として招いた。
1971年、カリフォルニア芸術大学（CalArts）での3年間の後、ブラウはオーバリン大学に移り、そこで実験的演劇グループ「KRAKEN」を結成し、さらに10年間、挑戦的な作品を発表し続けた。その仕事から生まれた2冊の本――『Take Up the Bodies: Theater at the Vanishing Point』（イリノイ大学出版局、1982年）と『Blooded Thought: Occasions of Theater』（パフォーミングアーツジャーナル出版、1982年）は、ジョージ・ジーン・ネーサン演劇批評賞を受賞した。
1974年、ブラウはメリーランド大学ボルチモア郡（UMBC）の芸術・人文学部の学部長に就任し、KRAKENを伴って移った。そこで若きキャスリーン・ターナーの演技を見て、彼女をUMBCに転校させるよう説得した。物議をかもす在任期間を経て、1976年にブラウは辞任した。
カリフォルニア芸術大学（CalArts）は2008年5月にブラウに名誉芸術博士号を授与した。
ブラウのアーカイブは、テキサス州オースティンにあるハリー・ランサム・センターが所蔵するパフォーミングアーツ・コレクションの一部である。彼の文書には、日記、制作ケースブック、脚本、通信、原稿、写真、広報資料などが含まれている。

## 私生活
ブラウはブルックリンで生まれた。1949年に女優のベアトリス・マンリーと結婚し、1980年に離婚した。二人の間には、映画教授ディック・ブラウ、タラ・グウィネス・ブラウ、ジョナサン・ブラウ博士の三人の子供がいた。ブラウはその後、キャスリーン・ウッドワードと再婚し、一人の娘ジェサミン・ブラウをもうけた。

### 死
ブラウは2013年5月3日、87歳の誕生日にワシントン州シアトルで癌のために亡くなった。彼の妻キャスリーン・ウッドワード、最初の結婚からの三人の子供、二度目の結婚からの娘、七人の孫、三人の曾孫が遺されている。
2018年10月には、ミシガン大学出版局からブラウの追悼文集”The Very Thought of Herbert Blau”が上梓された。 リー・ブリュワー、スー・エレン・ケース、ガウタム・ダスグプタ、エリン・ダイアモンド、S. E. ゴンタルスキー、リンダ・グレガーソン、マーティン・ハリーズ、ビル・アーウィン、ジュリア・ジャルコ、アンソニー・クビアック、ダニエル・リストエ、クラーク・ランベリー、ボニー・マランカ、ペギー・フェラン、ジョセフ・ローチ、リチャード・シェクナー、モートン・スボトニック、ジュリー・テイモア、グレゴリー・ホワイトヘッドが寄稿している。

## 著作
- Blau, Herbert. Programming Theater History: The Actor's Workshop of San Francisco. New York: Routledge, 2013. ISBN 9780415516709 (paperback) ISBN 9780415516693 (hardcover)
- Blau, Herbert. As If: An Autobiography, Volume 1. Ann Arbor: University of Michigan Press, 2011. ISBN 9780472117789ISBN 9780472117789 (hardcover) ISBN 9780472035144 (paperback) ISBN 9780472027552 (ebook)
- Blau, Herbert. Reality Principles: From the Absurd to the Virtual. Ann Arbor: University of Michigan Press, 2011. ISBN 9780472051519ISBN 9780472051519 (paperback) ISBN 9780472071517 (hardcover) ISBN 9780472027903 (ebook)
- Blau, Herbert. The Dubious Spectacle: Extremities of Theater, 1976-2000. Minneapolis: University of Minnesota Press, 2002. ISBN 9780816638130ISBN 9780816638130 (paperback) ISBN 9780816638123 (hardcover)
- Blau, Herbert. Sails of the Herring Fleet: Essays on Beckett. Ann Arbor: University of Michigan Press, 2000. ISBN 9780472030019ISBN 9780472030019 (paperback) ISBN 9780472111497 (hardcover) ISBN 9780472024407 (ebook)
- Blau, Herbert. Nothing in Itself: Complexions of Fashion. Bloomington: Indiana University Press, 1999. ISBN 9780253213334ISBN 9780253213334 (paperback) ISBN 9780253335876 (hardcover)
- Blau, Herbert. To All Appearances: Ideology and Performance. London/New York: Routledge,1992. ISBN 9780415013659ISBN 9780415013659 (paperback) ISBN 9780415013642 (hardcover)
- Blau, Herbert. The Audience. Baltimore: Johns Hopkins University Press, 1990. ISBN 9780801838453ISBN 9780801838453 (paperback) ISBN 9780801838446 (hardcover)
- Blau, Herbert. The Eye of Prey: Subversions of the Postmodern. Bloomington: Indiana University Press, 1987. ISBN 9780253204394ISBN 9780253204394
- Blau, Herbert. Take Up the Bodies: Theater at the Vanishing Point. Urbana: University of Illinois Press, 1982. ISBN 9780252009457ISBN 9780252009457 (paperback) ISBN 9780252009457 (hardcover)
- Blau, Herbert. Blooded Thought: Occasions of Theater. New York: Performing Arts Journal Publications, 1982. ISBN 9780933826397ISBN 9780933826397
- Blau, Herbert. The Impossible Theater: A Manifesto. New York: Macmillan, 1964; rpt. Collier, 1965. ISBN 9789990906080ISBN 9789990906080

1. ↑  Lunberry, Clark D.; Roach, Joseph, eds (2018). The very thought of Herbert Blau. Ann Arbor: University of Michigan Press. ISBN 978-0-472-13092-4